# Grinnell Range
Grinnell Range är ett berg i Kanada.   Det ligger i territoriet Nunavut, i den norra delen av landet, 3 600 km norr om huvudstaden Ottawa. Toppen på Grinnell Range är 391 meter över havet, eller 71 meter över den omgivande terrängen. Bredden vid basen är 2,0 km.
Terrängen runt Grinnell Range är kuperad åt nordost, men åt sydväst är den platt. Trakten runt Grinnell Range är nära nog obefolkad, med mindre än två invånare per kvadratkilometer.. Det finns inga samhällen i närheten.
Trakten runt Grinnell Range är permanent täckt av is och snö.